# Antonio Savoldi-Marco Cò - Trofeo Dimmidisì 1999
L'Antonio Savoldi-Marco Cò - Trofeo Dimmidisì 1999 è stato un torneo di tennis facente parte della categoria ATP Challenger Series nell'ambito dell'ATP Challenger Series 1999. Il torneo si è giocato a Manerbio in Italia dal 23 al 29 agosto 1999 su campi in terra rossa.

## Vincitori

### Singolare
Attila Sávolt ha battuto in finale  Thierry Guardiola con il punteggio di 6–4, 7–6

### Doppio
Thomas Strengberger /  Massimo Valeri hanno battuto in finale  Federico Browne /  Francisco Cabello con il punteggio di 6–3, 6–3